# Éder Gyula

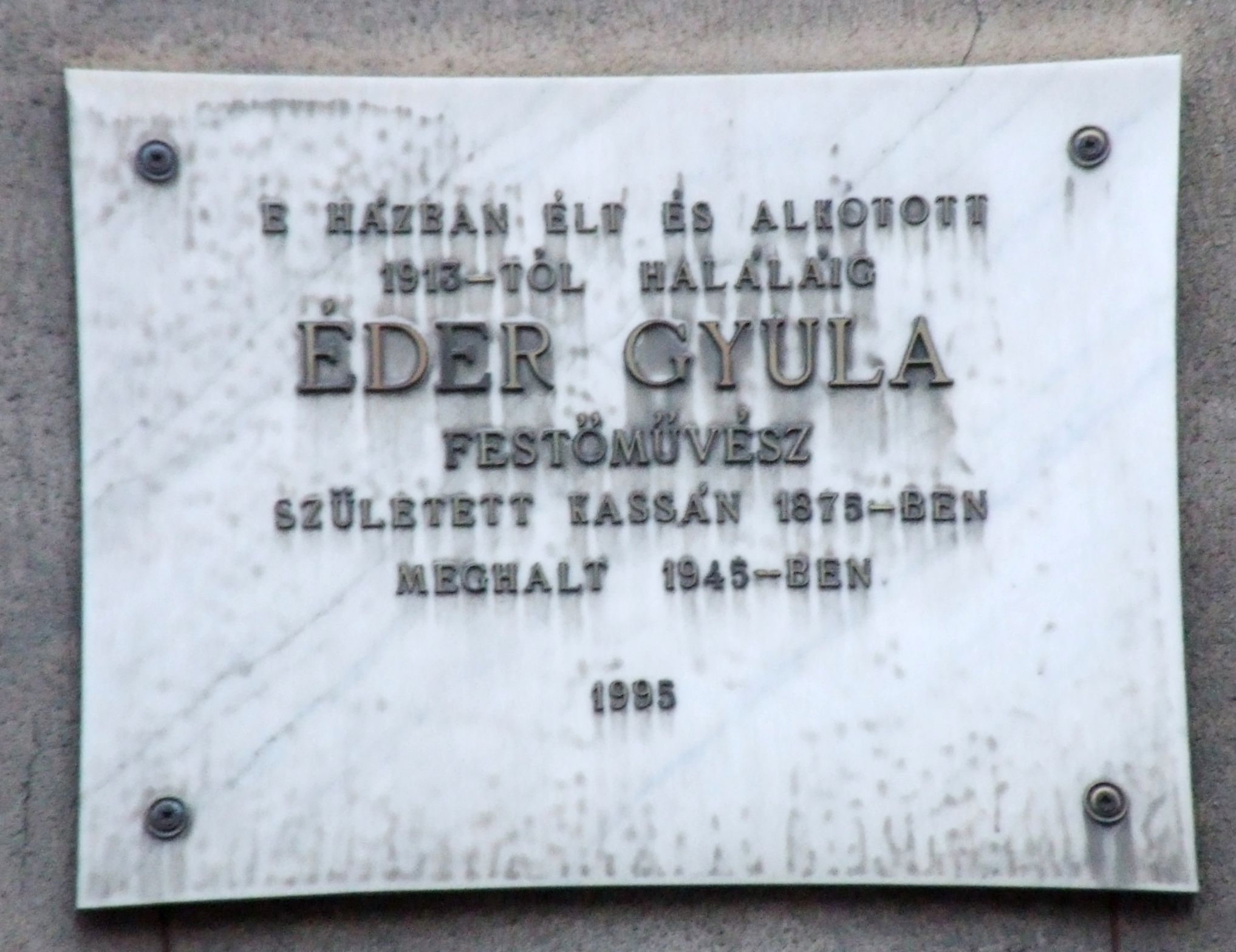
Emléktábla Éder Gyula egykori lakhelyén (Budapest, Szilágyi Dezső tér 2.)

Éder Gyula (Kassa, 1875. december 25. – Budapest, 1945. szeptember 30.) magyar festőművész, grafikus és karikaturista. Anyai nagybátyja Benczúr Gyula festőművész volt.

## Életpályája
Apja, Éder Ödön (1843–1912) Kassa polgármestere és országgyűlési képviselője, anyja Benczúr Ilona volt. Budapesten kezdte meg művészeti tanulmányait, ahol 1901 és 1905 között Benczúr Gyula által vezetett budapesti mesteriskola hallgatója volt, majd ezt követően a Müncheni Képzőművészeti Akadémián képezte magát tovább, ahol Gabriel Hackltól és Wilheim Dieztől tanult. 1911-ben kapta meg a Nemes Marcell-díjat, majd 1913-ban az Erzsébetvárosi Kaszinó díját is elnyerte. 1902-től állította ki képeit rendszeresen a Műcsarnok csoportos kiállításain. 1903-ban készíttette el a kassai kaszinó mennyezetét díszítő nagy méretű munkáját. Élete utolsó másfél évtizedében több csapás is érte: 1932-ben elhunyt szeretett „múzsája”, felesége, Jolánka. Gyermeke nem született. Még korábban baleset érte, majd 1936-ban sikertelen műtétet hajtottak végre rajta és emiatt mindkét lábára megbénult, ezentúl ülve kényszerült festeni. Műveiből tartotta fenn magát, innentől többnyire magányosan élt. Az 1930-ban, 15 évesen a családhoz került Horváth Annus segítette őt munkájában. A művész lakását 1945. január 26-án bombatalálat érte, amely során szinte mindene elpusztult. Gyógyszerhiány következtében vakult meg először egyik, majd másik szemére. 1945-ben hunyt el tüdőgyulladásban. 
Képei főleg illusztrációk, portrék, mitológiai és vallásos tárgyú képek. Számos festményét őrzi a Magyar Nemzeti Galéria.